# 특명 미녀 군단
"특명 미녀 군단"(特命 미녀군단)은 한국에서 제작된 조명화 감독의 1992년 영화이다. 강리나 등이 주연으로 출연하였고 최춘지 등이 제작에 참여하였다.

## 출연

### 주연
- 강리나

## 기타
- 조명: 이주생